# Medaille „Für den Dienst in der Luftwaffe“

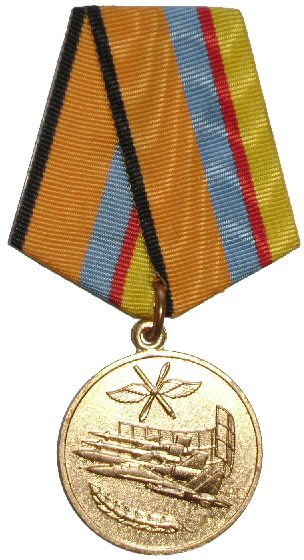
Medaille „Für den Dienst in der Luftwaffe“

Die Medaille „Für den Dienst in der Luftwaffe“ (Russisch: За слу́жбу в Вое́нно-возду́шных си́лах) war eine Medaille des Russischen Verteidigungsministeriums, die durch Ukas No. 240 des Russischen Verteidigungsministers am 13. August 2004 eingeführt wurde. Am 1. August 2015 wurde die Medaille wieder abgeschafft.

## Verleihungspraxis
Die Medaille wurde gemäß Statut an Angehörige der Russischen Streitkräfte verliehen, die mindestens 20 Jahre „gewissenhaft Dienst geleistet haben“. Eine weitere Verleihungsvoraussetzung war die vorhergehende Auszeichnung mit einem Verdienstorden oder dem Abzeichen der Luftverteidigungskräfte.
Personen, die früher in der Luftwaffe oder den Luftverteidigungsstreitkräften gedient hatten oder aus dem Militärdienst entlassen worden waren und die oben genannten Voraussetzungen erfüllten, konnten in Ausnahmefällen in Anerkennung ihrer Verdienste um die Luftwaffe oder die Luftverteidigungsstreitkräfte ausgezeichnet werden.
Die Medaille wurde auf Befehl des Oberbefehlshabers der Luftstreitkräfte verliehen.

## Sonstiges
Die Farben, in denen das Band gestaltet ist, sollten folgendes ausdrücken: Es handelte sich um eine Auszeichnung des Verteidigungsministeriums der Russischen Föderation, dargestellt durch den orangefarbenen Streifen, der von einem schwarzen Streifen gesäumt wird. Die Medaille war für Angehörige der Luftstreitkräfte bestimmt: Die blaue und gelbe Farbe des Bandes geben die Farben der Flagge der Luftstreitkräfte wider, und zwischen diesen beiden Farben verläuft ein roter Streifen, der auf die „Treue zu den glorreichen Kampftraditionen“ hinweisen sollte.